# أحمد بن محمد بن حشر آل مكتوم
الشيخ أحمد بن محمد بن حشر آل مكتوم (ولد في 31 ديسمبر 1963 في دبي)، لاعب رماية إماراتي سابق ، فاز بأول ميدالية أولمبية لبلاده في الالعب الأولمبية الصيفية 2004.

## المسيرة الرياضية
فاز الشيخ أحمد في حدث المصيدة المزدوجة في دورة الألعاب الأولمبية الصيفية 2004 واحتل المركز الرابع في حدث المصيدة.
وفي كأس العالم للاتحاد الدولي لكرة القدم 2005، فاز بميدالية ذهبية أخرى في المصيدة المزدوجة.
تنافس في دورة الألعاب الأولمبية الصيفية 2008، لكنه لم يصل إلى النهائي في حدث المصيدة.
بدأ بعد ذلك بتدريب مطلق النار البريطاني بيتر ويلسون، الذي فاز بحدث المصيدة المزدوجة في أولمبياد لندن 2012.
حصل على جائزة أوائل الإمارات في عام 2014 كأول من حصل على ميدالية ذهبية أولمبية في دولة الإمارات

## روابط خارجية
- أحمد بن محمد بن حشر آل مكتوم على موقع الاتحاد الدولي (الإنجليزية)
- أحمد بن محمد بن حشر آل مكتوم على موقع اللجنة الأولمبية الدولية (الإنجليزية)
- أحمد بن محمد بن حشر آل مكتوم على موقع أوليمبيديا (الإنجليزية)